# Egidio Micheloni
Egidio Micheloni (né le 27 septembre 1913 à San Martino Buon Albergo dans la province de Vérone et mort le 12 août 1992) est un footballeur italien, qui évoluait en tant que gardien de but.

## Biographie
Egidio Micheloni commence sa carrière avec le grand club de sa province natale, l'Hellas Vérone, avant de rejoindre le Milan AC (durant sa période rossonera, il alternera dans les cages avec son coéquipier Mario Zorzan), puis la Juventus (avec qui il joua son premier match en bianconero le 22 février 1942 lors d'un succès à l'extérieur 4-1 contre le Genova 1893 en Serie A), avant de retourner enfin à l'Hellas y finir sa carrière.

## Palmarès
Juventus
- Coupe d'Italie (1) :
  - Vainqueur : 1941-42.